# Lucé (Orne)
Lucé ist eine Ortschaft und eine ehemalige französische Gemeinde mit 78 Einwohnern (Stand: 1. Januar 2022) im Département Orne in der Region Normandie. Sie gehörte zum Arrondissement Alençon und zum Kanton Bagnoles-de-l’Orne.
Mit Wirkung vom 1. Januar 2016 wurden die bisherigen Gemeinden Juvigny-sous-Andaine, La Baroche-sous-Lucé, Beaulandais, Loré, Lucé, Saint-Denis-de-Villenette und Sept-Forges zu einer Commune nouvelle mit dem Namen Juvigny Val d’Andaine zusammengeschlossen und haben in der neuen Gemeinde den Status einer Commune déléguée. Der Verwaltungssitz befindet sich im Ort Juvigny-sous-Andaine.

## Geografie
Der Ort Lucé liegt sechs Kilometer südöstlich von Domfront und im Süden des Départements Orne. Das Gebiet wird von der Landschaftsform Bocage geprägt und umfasst neben dem Kernort mehrere kleine Weiler. Zwar liegt Lucé an keinem bedeutenden Fluss, doch verläuft durch sein Gebiet die Wasserscheide, die den Einflussbereich des Ärmelkanals von dem des Atlantik trennt.
Die Nachbargemeinden von Lucé waren bis 2016 Domfront im Westen und Norden, La Baroche-sous-Lucé im Osten und Süden sowie Avrilly im Südwesten.

## Geschichte
Die Existenz einer Siedlung an der Stelle des heutigen Lucé ist seit dem 4. Jahrhundert nach Christus belegt, auch wenn die Ursprünge des Ortes vermutlich noch weiter zurückgehen. Im 4. Jahrhundert entstand auf Weisung des Bischofs Liborius von Le Mans eine erste Kirche, die die Heiligennamen Saint-Gilles und Saint-Loup trug. Im Mittelalter besaß der Ort, der damals Lucé en Passais hieß, eine gewisse Bedeutung und war der Sitz einer Baronnie, die einer englischen Adelsfamilie gehörte; sie umfasste 19 Siedlungen. Ihr entstammt Richard de Lucy, der Beamter des englischen Königs war. Unter dem französischen König Philipp II. wurde sie im 12. Jahrhundert konfisziert, der Herrschaft der nahegelegenen Festungsstadt Domfront unterstellt und geriet damit letztlich in den Einflussbereich der französischen Könige.
Aus der 1789 begonnenen Französischen Revolution ging Lucé als selbstverwaltete Gemeinde hervor und umfasste damals noch den Ortsteil Perrou. Dieser entwickelte sich anschließend zum bedeutend größeren Teilort und erlangte 1886 seine Unabhängigkeit von Lucé. Die neu entstandene Gemeinde grenzt nicht mehr an Lucé, da ein zu La Baroche-sous-Lucé gehörendes Gebiet dazwischen liegt. Später siedelten sich mehrere britische Familien in Lucé an, weswegen das Dorf angesichts seiner geringen Größe über einen erheblichen Anteil an englischsprachigen Bewohnern verfügt.

### Bevölkerungsentwicklung
| Jahr      | 1962 | 1968 | 1975 | 1982 | 1990 | 1999 | 2011 |
| Einwohner | 186  | 152  | 136  | 129  | 125  | 103  | 79   |

Während der Französischen Revolution lag die Bevölkerungszahl 1793 bei 584. Anschließend stieg sie bis auf den historischen Höchststand von 949 Bewohnern im Jahr 1876. Mit der Abspaltung des vormaligen Ortsteils Perrou sank die Zahl 1886 auf nur noch 301, womit rund zwei Drittel der Bevölkerung verloren gingen. Dem folgte ein kontinuierlicher Abwärtstrend bis auf 189 Menschen, die 1931 gezählt wurden. Diese Entwicklung konnte nicht gestoppt werden, sodass im frühen 21. Jahrhundert die Marke von 100 Bewohnern unterschritten wurde.

## Kultur und Sehenswürdigkeiten
Nahe der Kirche befindet sich ein mit Buchen bewachsener Hügel, der einst eine Burg in Form einer Motte beherbergte. Von dieser sind allerdings keine Gebäudereste erhalten geblieben. Das aktuelle Kirchengebäude entstand im 17. Jahrhundert und besitzt einen arkadenförmigen Glockenturm; wie bereits die Vorgängerkirche trägt sie den Namen Saint-Gilles. Da Lucé im Mittelalter ein bedeutender Standort des Adels war, existierten auf dem Gemeindegebiet einst insgesamt drei Herrenhäuser, von denen jedoch keines erhalten geblieben ist. Das letzte hatte vermutlich bis ins frühe 17. Jahrhundert Bestand. Erhalten geblieben ist hingegen ein altes Lavoir, das 2012 restauriert und durch einen Picknickplatz ergänzt wurde.